# Губернатор Калифорнии
Губернатор Калифорнии — глава штата Калифорния, в чьи обязанности входит подготовка обращения к законодательным органам штата, предоставление бюджета и обеспечение соблюдения законов штата. Должность введена в 1849 году, до объявления Калифорнии штатом. Губернатор Калифорнии избирается на 4-летний срок на всенародных прямых выборах, одно и то же лицо не может быть губернатором больше двух сроков. Первым губернатором стал кандидат от Демократической партии Питер Бернетт. Нынешним губернатором является демократ Гэвин Ньюсом, избранный в 2018 году и вступивший в должность 7 января 2019 года, а в 2022 году переизбранный на второй срок.
Всего за более чем 170-летнюю историю губернаторами крупнейшего американского штата становились 40 человек: 22 от республиканцев, 17 от демократов и 1 от ныне не существующей «Американской» партии. Для Калифорнии, как и для многих других штатов (в том числе для Нью-Йорка, Техаса и Иллинойса), свойственны длительные волны периодов поддержки той или иной политической силы, когда кандидаты от одной и той же партии побеждают несколько раз подряд. Так, представителями демократов были сразу 6 из первых 7 губернаторов штата, и 7 — из первых 10. В то время как из второй десятки губернаторов только четверо были демократами, а 6 — республиканцами. Весь XX век, а также несколько лет в конце XIX и начале XXI столетий было временем, когда безусловной доминирующей силой на губернаторских выборах в Калифорнии была Республиканская партия: за период с 1899 по 2006 год главами данного штата избирались 15 республиканцев и только 4 демократа. На сегодняшний день последним республиканцем, становившимся губернатором Калифорнии, является Арнольд Шварценеггер (2003—2011).
После Шварценеггера власть в штате принадлежит демократам: в 2011 году губернатором стал Джерри Браун, а в 2019 действующий губернатор Гэвин Ньюсом. Последний стал первым за 132 года вторым подряд губернатором Калифорнии от Демократической партии. До этого в штате последний раз двумя подряд губернаторами-демократами становились Джордж Стонман и Вашингтон Барлетт, правившие соответственно в 1883—1887 и 1887 годах. Кроме того, в настоящее время губернаторы-демократы находятся у власти в штате рекордное по продолжительности время без перерыва — уже более 12 лет — и к моменту окончания срока действующего губернатора будут у власти уже 16 лет подряд, что позволяет говорить о новой длительной волне поддержки демократов в штате.

## Выборы и срок полномочий
Губернатор избирается всенародным голосованием на срок четыре года. Губернатор вступает в должность в первый понедельник после 1 января.

### Смещение губернатора
Есть два способа, чтобы сместить губернатора с поста до истечения срока:
- Импичмент и законодательное смещение: он может быть отстранён от должности за «нарушение служебных обязанностей» Собранием штата или двумя-третями голосов Сената штата.
- Аннулирование голосов: петиция, подписанная избирателями штата Калифорния, равная 12 % от общего числа голосовавших (с подписями из 5 округов), может аннулировать голоса.

## Лейтенант-губернатор

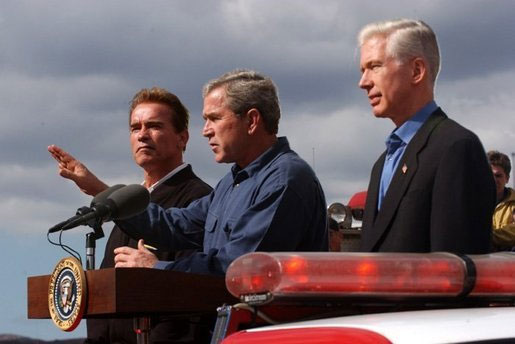
Губернатор Арнольд Шварценеггер (слева), экс-губернатор Грей Дэвис и президент Джордж Буш в 2003 году

Лейтенант-губернатор Калифорнии избирается отдельно от губернатора.

## Список губернаторов и лейтенант-губернаторов Калифорнии с 1979 года пон.в.
| Года         | Губернатор           | Партия          | Лейтенант-губернатор | Партия          |
| ------------ | -------------------- | --------------- | -------------------- | --------------- |
| 1979—1981    | Джерри Браун         | Демократическая | Майк Кёрб            | Республиканская |
| 1981—1983    | Джерри Браун         | Демократическая | Майк Кёрб            | Республиканская |
| 1983—1985    | Джордж Докмеджян     | Республиканская | Лео Маккарти         | Демократическая |
| 1985—1987    | Джордж Докмеджян     | Республиканская | Лео Маккарти         | Демократическая |
| 1987—1989    | Джордж Докмеджян     | Республиканская | Лео Маккарти         | Демократическая |
| 1989—1991    | Джордж Докмеджян     | Республиканская | Лео Маккарти         | Демократическая |
| 1991—1993    | Пит Уилсон           | Республиканская | Лео Маккарти         | Демократическая |
| 1993—1995    | Пит Уилсон           | Республиканская | Лео Маккарти         | Демократическая |
| 1995—1997    | Пит Уилсон           | Республиканская | Грей Дэвис           | Демократическая |
| 1997—1999    | Пит Уилсон           | Республиканская | Грей Дэвис           | Демократическая |
| 1999—2001    | Грей Дэвис           | Демократическая | Круз Бустаманте      | Демократическая |
| 2001—2003    | Грей Дэвис           | Демократическая | Круз Бустаманте      | Демократическая |
| 2003—2005    | Арнольд Шварценеггер | Республиканская | Круз Бустаманте      | Демократическая |
| 2005—2007    | Арнольд Шварценеггер | Республиканская | Круз Бустаманте      | Демократическая |
| 2007—2009    | Арнольд Шварценеггер | Республиканская | Джон Гараменди       | Демократическая |
| 2010—2011    | Арнольд Шварценеггер | Республиканская | Абель Мальдонадо     | Республиканская |
| 2011—2013    | Джерри Браун         | Демократическая | Гэвин Ньюсом         | Демократическая |
| 2013—2015    | Джерри Браун         | Демократическая | Гэвин Ньюсом         | Демократическая |
| 2015—2019    | Джерри Браун         | Демократическая | Гэвин Ньюсом         | Демократическая |
| 2019 — н. в. | Гэвин Ньюсом         | Демократическая | Элени Куналакис      | Демократическая |

Предусматривается, что при отсутствии губернатора в Калифорнии его полномочия возлагаются на лейтенант-губернатора, с правом подписания или наложения вето на закон, или назначение на должность.

## Факты о губернаторах
Первым губернатором штата был Питер Хардиман Бернетт (1849—1851).

### Возраст

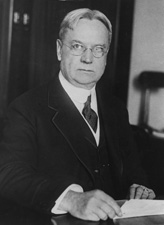
Хайрам Джонсон — 23-й губернатор Калифорнии (1911—1917)

- Между Джоном Биглером в 1805 и Арнольдом Шварценеггером в 1947 году будущие губернаторы рождались в Калифорнии каждое десятилетие, за исключением 1880-х годов.
- 40-й президент США Рональд Уилсон Рейган (1981—1989) в 1967—1975 годах был губернатором Калифорнии. А родился он не в Калифорнии, а в Иллинойсе.
- Нили Джонсон, приведённый к присяге в 30 лет, был самым молодым губернатором.
- Джерри Браун, приведённый к присяге в 2011 году в возрасте 72 лет, стал самым пожилым губернатором.
- Из 38 губернаторов лишь семеро фактически родились в Калифорнии:
  - Ромуальдо Пачеко — Санта-Барбара
  - Джордж Парди, Джеймс Рольф, Пэт Браун и Джерри Браун — Сан-Франциско
  - Хайрам Джонсон — Сакраменто
  - Эрл Уоррен — Лос-Анджелес

### Отставки
Пять губернаторов ушли в отставку:
- Питер Барнетт в 1851 году, как результат «личных предрассудков насчёт рабства»[2]
- Милтон Летем в 1860 году, стал сенатором США
- Ньютон Бут в 1875, стал сенатором США
- Хайрам Джонсон в 1917 году, стал сенатором США
- Эрл Уоррен в 1953 году, стал Главным судьей США